# Kilmore
Kilmore o Killmore (del gaèlic irlandès Cill Mhór) és una petita vila, townland i parròquia civil al comtat d'Armagh, Irlanda del Nord. Es troba a 2,5 milles al nord de Richhill i dins l'àrea del districte d'Armagh. Segons el cens de 2001 tenia 111 habitants.
El lloc on s'alça actualment l'església parroquial de Kilmore potser hi ha una catedral paleocristiana situada entre Armagh i Derry i que ja és esmentada en escrits del 422. La Square Tower, construïda en 1613, té parets de molt de gruix i es diu que encercla la ben conservada torre rodona del Monestir de Cill Mhór'. Se sap poc del monestir, però sembla que va ser fundat per Sant Mochto en el segle v. El lloc monàstic està associat a l'orde dels Culdees i la seva història té forts lligams amb la Catedral d'Armagh.
Altres troballes a l'àrea inclouen un anell de plata del segle xii, una pinta d'os, fragments d'una polsera de lignit, restes ossis del camp que envolta l'església i un aliatge de coure del segle X i un passador que es troben ara al Museu Britànic. Fou objecte de greus incidents durant la rebel·lió irlandesa de 1641.